# Svenneby socken
För socknen i Västergötland som haft detta namn, se Sveneby socken
Svenneby socken i Bohuslän ingick i Kville härad, ingår sedan 1971 i Tanums kommun och motsvarar från 2016 Svenneby distrikt.
Socknens areal är 30,04  kvadratkilometer, varav 30,50 land. År 2000 fanns här 622 invånare. Sockenkyrkorna Svenneby kyrka och Svenneby gamla kyrka ligger i socknen. 

## Administrativ historik
Svenneby socken har medeltida ursprung. 
Vid kommunreformen 1862 övergick socknens ansvar för de kyrkliga frågorna till Svenneby församling och för de borgerliga frågorna bildades Svenneby landskommun. Landskommunen uppgick 1952 i Kville landskommun som 1971 uppgick i Tanums kommun.
1 januari 2016 inrättades distriktet Svenneby, med samma omfattning som församlingen hade 1999/2000.  
Socknen har tillhört län, fögderier, tingslag och domsagor enligt vad som beskrivs i artikeln Kville härad. De indelta soldaterna tillhörde Bohusläns regemente, Sotenäs kompani och de indelta båtsmännen tillhörde 1:a Bohusläns båtsmanskompani.
Vid en brand i Kville prästgård 1904 förstördes pastoratets arkiv och därmed kyrkböcker för släktforskning.

## Geografi och natur
Svenneby socken ligger nordväst om Uddevalla norr om Bottnafjorden och omfattar en del skärgård. Socknen består av odlade lerdalar och kala bergshöjder.
Socknen ligger sydväst om Kville socken och väster om Bottna socken.
I socknen finns fyra kommunala naturreservat: Klockberget, Svenneby Mellangård, Ulön-Dannemark, som också är skärgårdens största ö, samt Valön, som är en halvö.

## Fornlämningar
Flera boplatser, tre dösar och en gånggrift från stenåldern har påträffats. Från bronsåldern finns gravrösen, skålgropsförekomster och drygt 60 hällristningar. Från järnåldern finns sex gravfält.

## Befolkningsutveckling
| Befolkningsutveckling i Svenneby socken 1571-1990                                            | Befolkningsutveckling i Svenneby socken 1571-1990 | Befolkningsutveckling i Svenneby socken 1571-1990 | Befolkningsutveckling i Svenneby socken 1571-1990 | Befolkningsutveckling i Svenneby socken 1571-1990 |
| -------------------------------------------------------------------------------------------- | ------------------------------------------------- | ------------------------------------------------- | ------------------------------------------------- | ------------------------------------------------- |
|                                                                                              |                                                   |                                                   |                                                   |                                                   |
| År                                                                                           |                                                   |                                                   | Invånare                                          |                                                   |
| 1571                                                                                         | 1571                                              |                                                   | 203                                               | 203                                               |
| 1620                                                                                         | 1620                                              |                                                   | 208                                               | 208                                               |
| 1699                                                                                         | 1699                                              |                                                   | 351                                               | 351                                               |
| 1718                                                                                         | 1718                                              |                                                   | 318                                               | 318                                               |
| 1735                                                                                         | 1735                                              |                                                   | 457                                               | 457                                               |
| 1751                                                                                         | 1751                                              |                                                   | 423                                               | 423                                               |
| 1780                                                                                         | 1780                                              |                                                   | 537                                               | 537                                               |
| 1805                                                                                         | 1805                                              |                                                   | 615                                               | 615                                               |
| 1830                                                                                         | 1830                                              |                                                   | 861                                               | 861                                               |
| 1865                                                                                         | 1865                                              |                                                   | 1 113                                             | 1 113                                             |
| 1880                                                                                         | 1880                                              |                                                   | 1 159                                             | 1 159                                             |
| 1900                                                                                         | 1900                                              |                                                   | 1 537                                             | 1 537                                             |
| 1910                                                                                         | 1910                                              |                                                   | 1 426                                             | 1 426                                             |
| 1920                                                                                         | 1920                                              |                                                   | 1 346                                             | 1 346                                             |
| 1930                                                                                         | 1930                                              |                                                   | 1 315                                             | 1 315                                             |
| 1940                                                                                         | 1940                                              |                                                   | 1 166                                             | 1 166                                             |
| 1950                                                                                         | 1950                                              |                                                   | 1 047                                             | 1 047                                             |
| 1960                                                                                         | 1960                                              |                                                   | 794                                               | 794                                               |
| 1990                                                                                         | 1990                                              |                                                   | 614                                               | 614                                               |
| Källa: Andersson Palm, Lennart (2000). Folkmängden i Sveriges socknar och kommuner 1571-1997 |                                                   |                                                   |                                                   |                                                   |

## Namnet
Namnet skrevs 1317 Suæina bear sokn och kommer från kyrkbyn. Namnet innehåller sveinn, 'yngling; tjänare; väpnare' och by, 'gård; by'n.